# Nazir Abdułłajew
Nazir Raszydowicz Abdułłajew (ros. Назир Рашидович Абдуллаев; ur. 14 czerwca 1991) – rosyjski zapaśnik walczący w stylu klasycznym. Srebrny medalista mistrzostw świata w 2021. Wicemistrz Europy w 2020. Wygrał indywidualny Puchar Świata w 2020. Mistrz Rosji w 2020 i trzeci w 2019 roku.